# زمین سنج اوبلیتراتا
زمین سنج اوبلیتراتا (نام علمی: Zythos obliterata) نام یک گونه از سرده زمین‌سنج‌های زیتوس است. این گونه در بورنئو، شبه جزیره مالزی و سوماترا یافت می‌شود.